# Leichtathletik-Länderkampf der Männer 1972 Belgien – BR Deutschland – Niederlande
| 11. Leichtathletik-Länderkampf mit bundesdeutscher Beteiligung 1972 | 11. Leichtathletik-Länderkampf mit bundesdeutscher Beteiligung 1972 |
| ------------------------------------------------------------------- | ------------------------------------------------------------------- |
|                                                                     |                                                                     |
| Ländervergleich der Männer: Belgien – BR Deutschland – Niederlande  |                                                                     |
| Austragungsort                                                      | Brüssel                                                             |
| Wettbewerbe                                                         | 20                                                                  |
| Datum                                                               | 26. Juni                                                            |
| 1. FRG 2. BEL 3. NLD                                                | 177 Punkte 140 Punkte 105 Punkte                                    |
| Chronik                                                             |                                                                     |
| ← FRG-URS (F)                                                       | SUI-FRG-FRA Geher (M) →                                             |

Den elften Vergleich des Länderkampfjahres 1972 führten die Männer am 26. Juni in Brüssel in Form eines Vergleichs mit dem allgemeinen leichtathletischen Programm gegen Belgien und die Niederlande durch. In Zweiländerkämpfen und Vergleichen mit mehr als zwei Nationen war die Bundesrepublik Deutschland zuvor schon mehrfach auf diese beiden Gegner gestoßen. In all diesen Begegnungen hatten die bundesdeutschen Athleten vorne gelegen. In einem Dreiländerkampf trafen die drei Länder nun zum ersten Mal aufeinander. Die Bundesrepublik Deutschland trat hier nicht mit seinen Toppathleten an.

## Wettbewerbe und Modus
Auf dem Programm standen die bei Länderkämpfen üblichen zwanzig Disziplinen. Aus dem olympischen Wettbewerbskatalog fehlten nur der Marathonlauf, die beiden Gehdisziplinen und der Zehnkampf. Jedes Team wurde durch zwei Teilnehmer pro Wettbewerb vertreten. Die Wertung erfolgte über folgende Punkteverteilung: 1. Platz: 7 Punkte / 2. Pl.: 5 P. / 3. Pl.: 4 P. / 4. Pl.: 3 P. / … – Staffeln: 1. Pl.: 7 P. / 2. Pl.: 4 P. / 3. Pl.: 2 P.

## Ergebnis
Die Teams aus Belgien und den Niederlanden waren gegen die in Zweitbesetzung angetretene bundesdeutsche Mannschaft konkurrenzfähig. In den Einzelläufen gingen fünf Disziplinwertungen an die Niederlande, drei an Belgien und zwei an die Bundesrepublik. Belgien gewann die Staffel über 4 × 400-Meter, die 4-mal-100-Meter-Staffel sicherte sich die Bundesrepublik Deutschland. In den technischen Disziplinen zeigten sich die bundesdeutschen Athleten sehr dominant. Sie entschieden außer einer Wertung alle Wettbewerbe aus diesem Bereich für sich, lediglich im Hochsprung lag Belgien vorn. So gewann die Bundesrepublik Deutschland diesen Länderkampf mit 177 Punkten vor Belgien mit 140 Punkten. Die Niederlande belegte mit 105 Punkten Rang drei.

## Resultate

### 100 m
| Platz | Athlet          | Land | Zeit (s) |
| ----- | --------------- | ---- | -------- |
| 1     | Sammy Monsels   | NLD  | 10,4     |
| 2     | Romain Roels    | BEL  | 10,4     |
| 3     | Rainer Kallnik  | FRG  | 10,5     |
| 4     | Bert de Jager   | NLD  | 10,5     |
| 5     | Mario De Marchi | BEL  | 10,7     |
| 6     | Walter Linder   | FRG  | 10,7     |

### 200 m
| Platz | Athlet            | Land | Zeit (s) |
| ----- | ----------------- | ---- | -------- |
| 1     | Sammy Monsels     | NLD  | 21,1     |
| 2     | Alfons Brydenbach | BEL  | 21,2     |
| 3     | Edgar Krüger      | FRG  | 21,2     |
| 4     | Rolf Lewandowski  | FRG  | 21,5     |
| 5     | Guy Stas          | BEL  | 21,7     |
| 6     | Ad van Boekel     | NLD  | 21,8     |

### 400 m
| Platz | Athlet                  | Land | Zeit (s) |
| ----- | ----------------------- | ---- | -------- |
| 1     | Hermann Köhler          | FRG  | 46,8     |
| 2     | Gabriel Degeyter        | BEL  | 47,1     |
| 3     | Willy Vandenwijngaerden | BEL  | 47,5     |
| 4     | Rolf Krüsmann           | FRG  | 47,6     |
| 5     | M. Moser                | NLD  | 47,6     |
| 6     | Fred van Herpen         | NLD  | 48,0     |

### 800 m
| Platz | Athlet             | Land | Zeit (min) |
| ----- | ------------------ | ---- | ---------- |
| 1     | Sief Hensgens      | NLD  | 1:47,8     |
| 2     | Johan Van Wezer    | BEL  | 1:48,1     |
| 3     | Reiner Burmester   | FRG  | 1:48,2     |
| 4     | Jens-Bodo Fried    | FRG  | 1:48,6     |
| 5     | René Bervoets      | BEL  | 1:51,0     |
| 6     | Rijn van de Heuvel | NLD  | 1:51,9     |

### 1500 m
| Platz | Athlet          | Land | Zeit (min) |
| ----- | --------------- | ---- | ---------- |
| 1     | Herman Mignon   | BEL  | 3:39,6     |
| 2     | Christoph Engel | FRG  | 3:40,1     |
| 3     | Edgard Salvé    | BEL  | 3:40,4     |
| 4     | Heinz Mörtl     | FRG  | 3:43,7     |
| 5     | Bram Wassenaar  | NLD  | 3:44,5     |
| 6     | Haico Scharn    | NLD  | 3:45,5     |

### 5000 m
| Platz | Athlet             | Land | Zeit (min) |
| ----- | ------------------ | ---- | ---------- |
| 1     | Gaston Roelants    | BEL  | 13:48,8    |
| 2     | G. Helven          | BEL  | 13:53,6    |
| 3     | Werner Girke       | FRG  | 14:04,8    |
| 4     | Pieter Vos         | NLD  | 14:27,2    |
| 5     | John van de Wansem | NLD  | 14:32,6    |
| 6     | Gerd Escher        | FRG  | 14:38,6    |

### 10.000 m
| Platz | Athlet         | Land | Zeit (min) |
| ----- | -------------- | ---- | ---------- |
| 1     | Jos Hermens    | NLD  | 28:45,8    |
| 2     | Joachim Ließ   | FRG  | 28:49,8    |
| 3     | Karel Lismont  | BEL  | 28:57,2    |
| 4     | Dieter Brand   | FRG  | 29:35,8    |
| 5     | Erik Gyselinck | BEL  | 29:46,6    |
| 6     | H. de Ruiter   | NLD  | 31:09,0    |

### 110 m Hürden
| Platz | Athlet             | Land | Zeit (s) |
| ----- | ------------------ | ---- | -------- |
| 1     | Hans van Enkhuizen | NLD  | 14,1     |
| 2     | Manfred Richter    | FRG  | 14,3     |
| 3     | Freddy Herbrand    | BEL  | 14,5     |
| 4     | Winfried Gebhard   | FRG  | 14,5     |
| 5     | Hans Smeman        | NLD  | 14,8     |
| 6     | L. Legros          | BEL  | 14,8     |

### 400 m Hürden
| Platz | Athlet          | Land | Zeit (s) |
| ----- | --------------- | ---- | -------- |
| 1     | Volkhard Müller | FRG  | 50,8     |
| 2     | Hubert Schwan   | FRG  | 51,4     |
| 3     | Wim Braaksma    | NLD  | 51,5     |
| 4     | Jan Struyk      | NLD  | 52,9     |
| 5     | V. Vanderleyden | BEL  | 53,7     |
| 6     | R. Ravets       | BEL  | 53,9     |

### 3000 m Hindernis
| Platz | Athlet          | Land | Zeit (min) |
| ----- | --------------- | ---- | ---------- |
| 1     | Emiel Puttemans | BEL  | 8:28,6     |
| 2     | Paul Thys       | BEL  | 8:31,0     |
| 3     | Rolf Burscheid  | FRG  | 8:38,2     |
| 4     | Werner Schumann | FRG  | 8:39,4     |
| 5     | Egbert Nijstad  | NLD  | 8:45,2     |
| 6     | Roelof Veld     | NLD  | 8:54,0     |

### 4 × 100 m Staffel
| Platz | Besetzung      | Land                                                           | Zeit (s) |
| ----- | -------------- | -------------------------------------------------------------- | -------- |
| 1     | BR Deutschland | Rainer Kallnik Rolf Lewandowski Edgar Krüger Reinhard Borchert | 40,4     |
| 2     | Niederlande    | Sammy Monsels Ad van Boekel Ron van Wilgen Bert de Jager       | 40,9     |
| 3     | Belgien        | Romain Roels Mario De Marchi Guy Stas Bernard Rossignol        | 41,3     |

### 4 × 400 m Staffel
| Platz | Besetzung      | Land                                                                     | Zeit (min) |
| ----- | -------------- | ------------------------------------------------------------------------ | ---------- |
| 1     | Belgien        | René Bervoets Willy Vandenwijngaerden Gabriel Degeyter Alfons Brydenbach | 3:09,4     |
| 2     | BR Deutschland | Wolfgang Druschky Volkhard Müller Rolf Krüsmann Siegfried Götz           | 3:09,4     |
| 3     | Niederlande    | van Soolberg Fred van Herpen M. Moser Rijn van de Heuvel                 | 3:15,4     |

### Hochsprung
| Platz | Athlet             | Land | Höhe (m) |
| ----- | ------------------ | ---- | -------- |
| 1     | William Nachtegael | BEL  |          |
| 2     | Thomas Zacharias   | FRG  | 2,09     |
| 3     | Peter Geelen       | NLD  | 2,06     |
| 4     | Ben Lesterhuis     | NLD  | 2,06     |
| 5     | Gunther Spielvogel | FRG  | 2,00     |
| 6     | Bruno Brokken      | BEL  | 1,95     |

### Stabhochsprung
| Platz | Athlet           | Land | Höhe (m) |
| ----- | ---------------- | ---- | -------- |
| 1     | Reiner Liese     | FRG  | 5,10     |
| 2     | Wolfgang Ritte   | FRG  | 4,80     |
| 3     | Émile Dewil      | BEL  | 4,70     |
| 4     | Bert Krijnen     | NLD  | 4,60     |
| 5     | Roger Lespagnard | BEL  | 4,60     |
| 6     | Ruud Dellensen   | NLD  | 4,50     |

### Weitsprung
| Platz | Athlet            | Land | Weite (m) |
| ----- | ----------------- | ---- | --------- |
| 1     | Andreas Gloerfeld | FRG  | 7,65      |
| 2     | Hermann Latzel    | FRG  | 7,43      |
| 3     | Freddy Herbrand   | BEL  | 7,43      |
| 4     | Ron van Wilgen    | NLD  | 7,32      |
| 5     | S. Berghuis       | NLD  | 7,26      |
| 6     | Yves Theisen      | BEL  | 7,15      |

### Dreisprung
| Platz | Athlet           | Land | Weite (m) |
| ----- | ---------------- | ---- | --------- |
| 1     | Ludwig Franz     | FRG  | 15,46     |
| 2     | Albert van Hoorn | BEL  | 14,70     |
| 3     | Ulrich Killeit   | FRG  | 14,68     |
| 4     | Roy Sedoc        | NLD  | 14,65     |
| 5     | Luc Carlier      | BEL  | 14,65     |
| 6     | Max van de Does  | NLD  | 14,25     |

### Kugelstoßen
| Platz | Athlet            | Land | Weite (m) |
| ----- | ----------------- | ---- | --------- |
| 1     | Traugott Glöckler | FRG  | 18,90     |
| 2     | Gerhard Steines   | FRG  | 18,89     |
| 3     | Georges Schroeder | BEL  | 17,83     |
| 4     | C. Chevalier      | BEL  | 16,90     |
| 5     | Cees van Wees     | NLD  | 15,46     |
| 6     | Frits Wimmers     | NLD  | 15,32     |

### Diskuswurf
| Platz | Athlet               | Land | Weite (m) |
| ----- | -------------------- | ---- | --------- |
| 1     | Karl-Heinz Steinmetz | FRG  | 58,28     |
| 2     | Georges Schroeder    | BEL  | 56,34     |
| 3     | Harry Zitzen         | NLD  | 52,58     |
| 4     | Peter Schulze        | FRG  | 51,48     |
| 5     | Robert van Schoor    | BEL  | 48,82     |
| 6     | Rob de Jong          | NLD  | 45,94     |

### Hammerwurf
| Platz | Athlet                   | Land | Weite (m) |
| ----- | ------------------------ | ---- | --------- |
| 1     | Peter Rieck              | FRG  | 66,28     |
| 2     | Hans Fahsl               | FRG  | 66,26     |
| 3     | Marcel Hertogs           | BEL  | 55,82     |
| 4     | Edouard van der Bleecken | BEL  | 55,04     |
| 5     | H. van Roon              | NLD  | 50,96     |
| 6     | Wim Schoemaker           | NLD  | 46,80     |

### Speerwurf
| Platz | Athlet        | Land | Weite (m) |
| ----- | ------------- | ---- | --------- |
| 1     | Peter Mörbel  | FRG  | 73,44     |
| 2     | Hanno Struse  | FRG  | 70,60     |
| 3     | Piet Olofsen  | NLD  | 69,42     |
| 4     | Lode Wyns     | BEL  | 68,54     |
| 5     | Guy van Zeune | BEL  | 63,28     |
| 6     | Ab Slaman     | NLD  | 61,16     |